# آلتی‌شهر

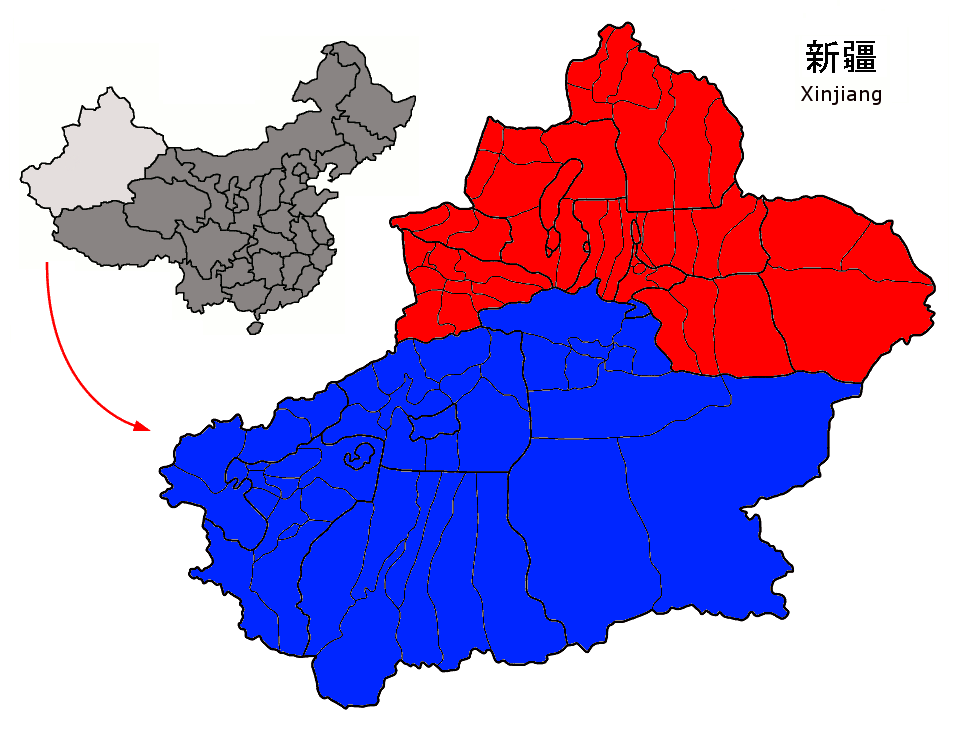
نقشهٔ ایالت سین‌کیانگ چین
جونغارستان
حوضهٔ تاریم

آلتی‌شهر (به اویغوری: ئالته شه‌هه‌ر) نامی است که در طی سده‌های ۱۸ و ۱۹ میلادی برای حوضهٔ تاریم در ترکستان شرقی(منطقه خودمختار سین کیانگ) استفاده می‌شده‌است. عبارت آلتی‌شهر در زبان‌های ترکی به معنی «شش شهر» می‌باشد که طبق نوشتهٔ آلبرت فن لوکوک این شش شهر شامل شهرهای کاشغر، مارالبشی، آق‌سو، ینگی‌سار، یارکند و ختن می‌شود.
این منطقه امروزه در جنوب ناحیهٔ خودمختار سین‌کیانگ اویغور، در غرب چین قرار دارد.

## نام
آلتی‌شهر از دو قسمت آلتی، که در زبان‌های ترکی‌تبار یعنی شش و شهر، که واژه‌ای است پارسی تشکیل شده‌است. این عبارت توسط ترک‌تبارهای ساکن جنوب سین‌کیانگ در سده‌های ۱۸ و ۱۹ میلادی به آن مناطق گفته می‌شد. از دیگر نام‌هایی که برای اشاره به منطقهٔ آلتی‌شهر استفاده می‌شد می‌توان به «دوربن‌شهر» به معنی چهار شهر و «یتی‌شهر» به معنای هفت شهر اشاره کرد.
این نام در برخی از منابع غربی سدهٔ ۱۹ آمده‌است. هرچند در برخی از منابع نیز نام کاشغر برای اشاره به کل این منطقه به کار رفته‌است. کاشغر بزرگ‌ترین شهر آلتی‌شهر و حوضهٔ تاریم امروزی است. همچنین در منابع دودمان چینگ از نام‌هایی مانند هوئی‌جیانگ به معنی سرحد مسلمانان، هوئی‌بو به معنی منطقهٔ قبیله‌ای مسلمانان و باچنگ به معنی هشت شهر استفاده شده‌است.

## جغرافیا

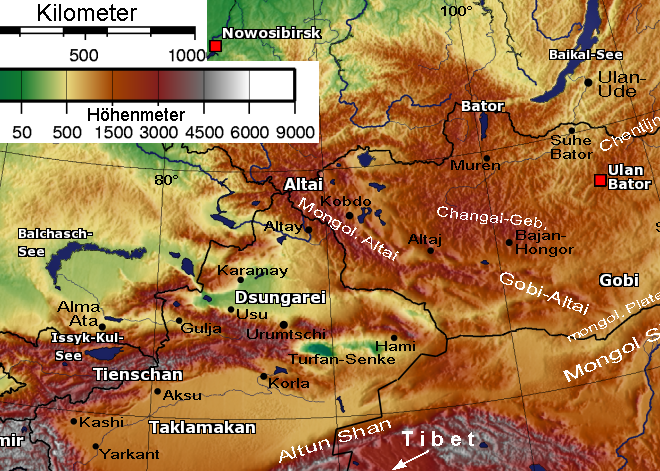
در این نقشه جدایی جونغارستان و حوضهٔ تاریم (آلتی‌شهر) که توسط کوه‌های تیان‌شان شکل گرفته‌است، به خوبی به نمایش درآمده است.

استان سین‌کیانگ چین به‌طور کلی به دو قسمت شمالی و جنوبی تقسیم می‌شود. قسمت شمالی که با نام حوضهٔ جونغارستان شناخته شده‌است، مسکن عشایر جونغار و مغول‌های اویرات بوده‌است که به آیین بودایی تبتی یا لامایی گرایش داشته‌اند. قسمت جنوبی سین‌کیانگ یا حوضهٔ تاریم نیز مسکن کشاورزانی مسلمان و ترک‌تبار بوده‌است که امروزه با نام اویغورها شناخته می‌شوند. این دو منطقه تا سال ۱۸۸۴ که تحت نام سین‌کیانگ ادغام شدند، به صورت جداگانه اداره می‌شدند.